# Poggio San Lorenzo
Poggio San Lorenzo ist eine italienische Gemeinde mit 547 Einwohnern (Stand 31. Dezember 2023) in der Provinz Rieti in der Region Latium.

## Geographie
Poggio San Lorenzo liegt 60 km nordöstlich von Rom und 20 km südlich von Rieti in den Sabiner Bergen zwischen den Tälern des Turano und des Farfa.
Das Gemeindegebiet erstreckt sich über eine Höhendifferenz von 264 bis 627 m s.l.m.
Poggio San Lorenzo ist Mitglied der Comunità Montana dei Monti Sabini.
Die Gemeinde befindet sich in der Erdbebenzone 2 (mittel gefährdet).
Die Nachbargemeinden sind Casaprota, Frasso Sabino, Monteleone Sabino und Torricella in Sabina.

### Verkehr
Poggio San Lorenzo liegt an der Via Salaria SS 4, die von Rom über Ascoli Piceno an die Adriaküste bei Porto d’Ascoli führt. Die nächste Autobahnauffahrt ist Roma Nord an der A1 Autostrada del Sole in 34 km Entfernung.
Der nächste Bahnhof ist in Passo Corese an der Regionalbahnstrecke FR1 vom Flughafen Rom-Fiumicino über Rom-Tiburtina nach Orte in 26 km Entfernung.

## Geschichte
Ob der Ort etwas mit dem Namen Vicus Nervae zu Ehren Kaiser Nervas zu tun hat, bleibt offen. Im Jahre 1198 wird er erstmals im Registrum Farfense erwähnt. Um 1470 kam er in den Besitz der Orsini, die ihn bis zum Tode von Franciotto im Jahre 1617 behielten; dann ging er an die Camera Apostolica über.

## Bevölkerungsentwicklung
| Jahr      | 1861 | 1881 | 1901 | 1921 | 1936 | 1951 | 1971 | 1991 | 2001 |
| --------- | ---- | ---- | ---- | ---- | ---- | ---- | ---- | ---- | ---- |
| Einwohner | 511  | 668  | 636  | 711  | 720  | 703  | 463  | 516  | 523  |

Quelle: ISTAT

## Politik
Giovanni Vallocchia (Lista Civica: Insieme Continuiamo) wurde am 26. Mai 2019 zum Bürgermeister gewählt.

## Sehenswürdigkeiten
- Pfarrkirche San Lorenzo im Ortszentrum. Mit einer Fassade, in der sich eine Gestaltung nach zwei Ordnungen mit einer kolossalen abwechselt, ist sie eine Besonderheit. Im Inneren sind zwei Gemälde der Spätrenaissance vorhanden, die eine Madonna mit ihrer Familie sowie das Martyrium des heiligen Laurentius darstellen.
- Römische Mauern mit ca. 35 Metern Länge in der Gemarkung Valle Gemma.
- Kirche Madonna dei Penitenti nordwestlich des Ortszentrums.